# Parkia bicolor
Parkia bicolor är en ärtväxtart som beskrevs av Auguste Jean Baptiste Chevalier. Parkia bicolor ingår i släktet Parkia och familjen ärtväxter. Inga underarter finns listade i Catalogue of Life.